# Alan Campbell (aviron)
Pour les articles homonymes, voir Alan Campbell et Campbell.
Alan Campbell, né le 9 mai 1983 à Coleraine, est un rameur britannique.

## Palmarès

### Jeux olympiques
- 2004 à Athènes,  Grèce
  - 12e en skiff
- 2008 à Pékin,  Chine
  - 5e en skiff
- 2012 à Londres,  Royaume-Uni
  -  Médaille de bronze en skiff

### Championnats du monde
- 2009 à Poznań,  Pologne
  -  Médaille d'argent en skiff
- 2010 à Karapiro,  Nouvelle-Zélande
  -  Médaille de bronze du skiff
- 2011 à Bled,  Slovénie
  -  Médaille de bronze du skiff